# Chemins de fer de la république islamique d'Iran

Les chemins de fer de la république islamique d'Iran (IR) est la société nationale d'État possédant le réseau ferroviaire d'Iran. Raja Passenger Train Company est une société liée à la IR et gère ses trains de passagers incluant des trains internationaux entre Téhéran et Istanbul et Téhéran et Damas. La Railway Transportation Company (Compagnie de transport par chemin de fer) est une société liée à la IR qui gère le transport de fret. Le ministère iranien des routes et du transport est le ministère qui supervise les chemins de fer iraniens.
Un projet d'électrification de la voie entre Téhéran et Machhad est à l'étude en 2016 .